# Podarge
Cet article concerne la harpie de la mythologie grecque. Pour les oiseaux portant cette appellation, voir Podargidae.
Pour les articles homonymes, voir Podarge (homonymie).
Dans la mythologie grecque, Podarge (en grec ancien Ποδάργη / Podárgê, littéralement « Pieds légers ») est une des Harpies, la seule qui soit nommée par Homère. Dans les traditions plus tardives, elle est confondue avec Céléno (Κελαινό / Kelainó, « Obscure »).
Fille de Thaumas et d'Électre, elle s'unit, sous la forme d'une jument, avec Zéphyr, de qui elle a Xanthe et Balios (les chevaux immortels offerts à Pélée, qui les confiera à son fils Achille qui les emmènera à Troie), ainsi que Phlogéos et Harpagos, les chevaux des Dioscures. Certains auteurs rajoutent à ces derniers, le cheval Arion.

## Sources
- Homère, Iliade [détail des éditions] [lire en ligne] (XVI, 149-451 ; XIX, 400).
- Quintus de Smyrne, Suite d'Homère [détail des éditions] [lire en ligne] (III, 370 ; IV, 569).
- Valerius Flaccus, Argonautiques [détail des éditions] [lire en ligne] (IV, 454).
- Virgile, Énéide [détail des éditions] [lire en ligne] (III, 211).